# Culicoides gregsoni
Culicoides gregsoni är en tvåvingeart som beskrevs av Wirth och Blanton 1969. Culicoides gregsoni ingår i släktet Culicoides och familjen svidknott. Inga underarter finns listade i Catalogue of Life.